# Anders Jarl
Anders Jarl, född 10 mars 1965 i Tyresö församling, är en svensk cyklist.
Jarl blev olympisk bronsmedaljör i cykling lagtempo i Seoul 1988. Han var en utpräglad tempospecialist som dock 1988 i Västervik vann SM-guld i linjeloppet efter en spurtuppgörelse med klubbkamraten Michel Lafis. Totalt under sin karriär vann han sex SM-guld, två individuellt (50 km 1986 och linje 1988) och fyra i lag.
Efter karriären utbildade sig Jarl till pilot. Han har två barn.